# Hanowce (obwód iwanofrankiwski)
Hanowce (ukr. Ганнівці) – wieś na Ukrainie, w  obwodzie iwanofrankiwskim, w rejonie halickim, nad Dniestrem.